# 岩崎隆弥
岩崎 隆弥（いわさき たかや、1896年11月2日 - 1983年6月2日）は、日本の実業家。三菱財閥のオーナー・岩崎家の一員で、三菱合資会社社長を務めた岩崎久弥の次男。

## 生涯
東京府（現：東京都）出身。
1909年に東京高等師範学校附属小学校（現：筑波大学附属小学校）、1915年に東京高等師範学校附属中学校（現：筑波大学附属中学校・高等学校）を卒業。1921年に東京帝国大学工学部を卒業。1922年英国グラスゴー大学に留学。
1926年の帰国後三菱製紙に入社。1943年三菱瓦斯（現在の三菱瓦斯化学とは別会社）の会長、1944年三菱製紙の会長に就任。
太平洋戦争後の1947年、財閥解体政策により、父久弥、兄彦弥太、弟恒弥と共に財閥家族に指定され、三菱傘下企業の全役職を辞任。1958年三菱製紙会長に復帰し、1969年同社相談役。また1967年から死去まで、父の叔父・弥之助が設立に関わった小岩井農牧の会長を務めた。

## 家族・親族
妻・敏（元日本銀行総裁・池田成彬の長女）との間に1男（岩崎東一）4女がいる。長崎総合科学大学元学長で船舶工学者の元良誠三は長女の夫、三菱商事相談役の槙原稔は三女の夫。
なお、隆弥の義父・池田成彬の義弟が内務官僚の宇佐美勝夫と元三菱銀行頭取の加藤武男（隆弥の妻・敏の叔母の夫にあたる）である。三菱銀行頭取・日銀総裁を務めた宇佐美洵とその弟で元宮内庁長官の宇佐美毅は勝夫の子すなわち池田の甥なので、宇佐美兄弟は敏の従兄にあたる。そして三菱ふそうトラック・バスの前会長・宇佐美隆は洵・毅兄弟の甥である。池田自身は三井財閥の大番頭だったが、岩崎家や三菱グループと縁の深い加藤家・宇佐美家と姻戚関係で結ばれているので、池田家もまた三菱と縁の深い一族であるといえる。
妹・美喜は、外交官の沢田廉三に嫁ぎ、戦後はエリザベス・サンダースホームを開設、関連著書をいくつか出版した。